# Neobythites javaensis
Neobythites javaensis är en fiskart som beskrevs av Nielsen 2002. Neobythites javaensis ingår i släktet Neobythites och familjen Ophidiidae. Inga underarter finns listade i Catalogue of Life.